# Talerul Maria Terezia
Talerul Maria Terezia sau Talerul Terezian (prescurtat MTT, acronim de la Maria-Theresien-Taler) este o monedă bulion (adică cu o valoare egală cu a metalului prețios conținut), folosită în comerțul internațional încă de la prima batere.
Este numit astfel deoarece a fost bătut prima dată sub domnia împărătesei Maria Terezia (1740-1780), la monetăria din Günzburg, în Bavaria.

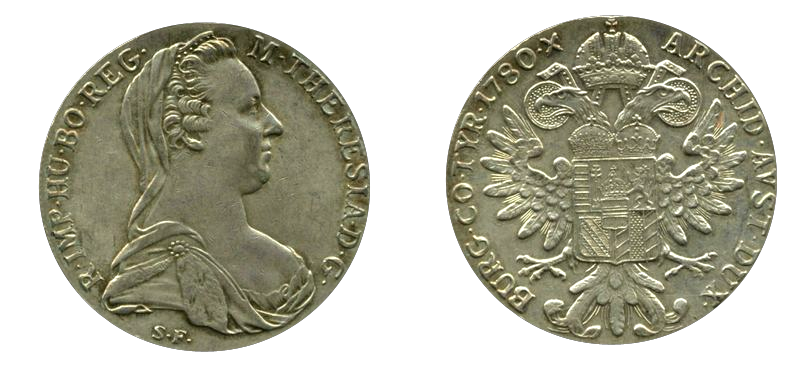
Taler Maria Terezia

După 1780, cu permisiunea împăratului Iosif al II-lea, moneda s-a bătut tot cu același milesim (1780), în diverse monetării din Imperiul Habsburgic: Hall, Günzburg, Kremnitz, Alba Iulia, Milano, Praga și Viena precum și la monetăriile din Birmingham, Bombay, Bruxelles, Londra, Paris, Roma, Veneția și Utrecht, pentru a servi ca monedă de comerț exterior cu diverse state, în special cu țările din regiunea estică a Mării Mediterane, Levantul. Din acest motiv MTT e cunoscută și sub denumirea de taler levantin.
Se estimează că între 1751 și 2000 au fost bătute 389 milioane exemplare, dar există unele opinii potrivit cărora numărul acestora s-ar apropia de 800 milioane. 
Până la 31 octombrie 1858 talerul era monedă oficială în Imperiul Austriac și avea putere circulatorie, ulterior el fiind folosit doar pentru tezaurizarea argintului și pentru colecționare.
După 1946 a fost suspendat dreptul monetăriilor străine de batere, Viena rămânând singurul loc unde se mai bate această monedă. De atunci monetăria vieneză a bătut circa 50 de milioane de exemplare.

## Detalii
Diametrul talerului este de 39,5 mm, are grosimea de 2,5 mm, greutatea de 28,0668 grame, iar titlul de 833,33‰, ceea ce înseamnă că are un conținut de 23,3890 grame (adica 0,752 uncii) de argint fin.
Pe avers talerul poartă efigia împărătesei, spre dreapta, cu vălul de văduvă.
Circular, inscripția în latină „M. THERESIA D. G. R. IMP. HU. BO. REG.” , prescurtare de la „Maria Theresia Dei Gratia Romanorum Imperatrix, Hungarorum Bohemorumque Regina”, ceea ce tradus înseamnă 
„Maria Terezia, prin grația lui Dumnezeu împărăteasa romanilor, a ungurilor și boemilor regină”. Sub efigia împărătesei este sigla S.F. (inițialele meșterilor monetari Schoebl și Faby). Versiunile mai timpurii ale MTT poartă alte sigle, existând și variante minore de design, unele dintre ele extrem de greu de identificat de către nespecialiști.
Pe revers talerul poartă acvila bicefală (stema habsburgică). Circular, inscripția în latină „ARCHID. AVST. DUX BURG. CO. TYR. 1780 X”, prescurtare de la „Archidux Austriae, Dux Burgundiae, Comes Tyrolis. 1780 X” ceea ce tradus înseamnă „Arhiducesă a Austriei, ducesă a Burgundiei, contesă a Tirolului, la 1780”
Pe muchie, în relief, este inscripția „IUSTITIA ET CLEMENTIA”, ceea ce tradus înseamnă „Dreptate și clemență”.

## Circulația
La sfârșitul secolului al XVIII-lea MTT a fost adus în America de Nord de către coloniștii proveniți din Europa, având paritate 1:1 cu dolarul.
Începând cu secolul al XIX-lea MTT a avut și are o largă circulație în Asia de sud-vest și nordul Africii.
În Etiopia MTT a fost o adevarată monedă națională până în secolul al XX-lea, iar în anii 1930 s-au tipărit și bancnote cu denominațiunea „taler”.
În unele regiuni ale Arabiei Saudite, precum și în fostul Muscat și Oman, MTT a fost contramarcat cu inscripții arabe, pentru a fi autorizat în circulația monetară locală.
Se cunosc și contramărci aplicate în alte regiuni ale lumii.
MTT este acceptat și astăzi de către unii negustori de bazar din țările arabe.
MTT se poate achiziționa de la Banca Națională a Austriei și de la alte bănci, precum și de la agenți economici autorizați pentru operațiuni cu metale prețioase, la prețul zilei pentru argint.
Datorită frumuseții sale MTT a fost folosit și ca obiect de podoabă, accesoriu al costumului popular, din Balcani până în Africa Orientală.
Pe teritoriul românesc, salbele de taleri erau frecvente mai ales în Transilvania, Banat și Bucovina.